# Itapiúna
Itapiúna är en kommun i Brasilien.   Den ligger i delstaten Ceará, i den östra delen av landet, 1 600 km nordost om huvudstaden Brasília. Antalet invånare är 18 626.
Omgivningarna runt Itapiúna är huvudsakligen savann. Runt Itapiúna är det glesbefolkat, med 20 invånare per kvadratkilometer.